# Карл I (герцог Нижней Лотарингии)

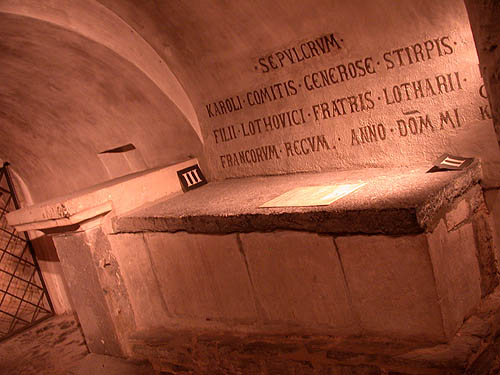
Саркофаг Карла I в базилике святого Серватия в Маастрихте

Франция в 987 году.

Карл I (Карл Лотарингский; фр. Charles de Basse-Lotharingie; 953, Лан — ок. 993, Орлеан) — один из последних представителей королевского дома Каролингов, сын Людовика IV Заморского и Герберги Саксонской, младший брат короля Лотаря.

## Биография

### Конфликт с королевской семьей и изгнание
Вопреки обычаям предыдущих Каролингов, король Лотарь не предоставил Карлу никаких королевских полномочий. Вероятно, желание получить хоть какое-нибудь владение, привело Карла в 976 году к участию в походе в Лотарингию, входившую в состав Священной Римской империи. Однако это вторжение, организованное мятежными вассалами императора Оттона II Рыжего, графами Ренье IV и Ламбертом I, завершилось их поражением под стенами Монса.
Возвратившись к королевскому двору Лотаря, в 977 году Карл обвинил жену брата Эмму в супружеской неверности и измене с епископом Асцелином Ланским. Обвинение было отклонено церковным синодом во главе с архиепископом Адальбероном Реймсским, в результате чего Карл был отстранен от наследования французского престола и изгнан из Франции.
Он нашел приют при дворе императора Оттона II Рыжего, который в том же году сделал его герцогом Нижней Лотарингии. Оттон II обещал провозгласить Карла королём Франции, как только Лотарь будет отстранён, а Лотарингия возвращена под контроль империи.

### Война с Лотарем
В августе 978 года Лотарь вторгся в Германию и захватил имперскую столицу Ахен, но не смог одержать полной победы над Оттоном II и Карлом. В ответ на это нападение уже в октябре Оттон II и Карл сами вторглись во Францию, захватили Реймс, Суассон и Лан — тогдашнюю столицу королевства. Карл был коронован как король Франции в Лане епископом Меца Теодорихом I. 30 ноября Гуго Капет разбил войска Оттона II и Карла, после чего заставил их отступить в Ахен и оставить Лан.
Действия Карла во время этой войны были квалифицированы как измена вассальным обязательствам перед Лотарем, и он был окончательно исключен из числа возможных наследников французского престола. После смерти Лотаря в 986 году королём стал его сын Людовик V Ленивый, а после смерти последнего магнаты в 987 году избрали королём Гуго Капета. Капетинги таким образом пришли к власти, игнорируя Карла — представителя дома Каролингов.

### Война с Гуго Капетом
В 990 году, передав управление герцогством своему сыну Оттону, Карл начал войну против Гуго Капета, захватил Реймс и Лан. Однако 29 марта 991 года он был схвачен благодаря вероломству Асцелина (епископа Ланского) и вместе со своим младшим сыном Людовиком выдан Гуго Капету, который заточил Карла с женой и детьми в крепость в Орлеане.
Карл умер в заключении, но точный год смерти неизвестен. По сообщению Сигиберта из Жамблу, Карл умер в 991 году, но, скорее всего, хронист перепутал год его смерти с годом пленения. Считается, что в январе 992 года Карл был ещё жив. В 1666 году в Маастрихте в базилике Святого Серватия был обнаружен саркофаг, в котором, судя по надписи, было захоронено тело Карла. На нём был высечена дата — 1001 год, который долгое время и считался годом смерти Карла. Однако позже был сделан вывод, что в этом году тело Карла было перевезено в Маастрихт (скорее всего, его сыном Оттоном), где и было перезахоронено. По мнению современных исследователей, Карл умер не позднее 995 года.
Неясна судьба младших сыновей Карла — Людовика и Карла. По одной из легенд они считались близнецами, родившимися в орлеанской тюрьме, откуда они бежали в Германию. Однако эта легенда не находит документального подтверждения. Карл родился в 989 году, Людовик был старше. Карл был спасён от плена слугами и, вероятно, жил у старшего брата Оттона, возможно, умерев раньше него. Что касается Людовика, то он был заключён вместе с отцом в Орлеане и, вероятно, после смерти отца был вместе с матерью и сёстрами отдан под охрану Асцелина, епископа Лана. В период между 1005 и 1012 годами он упоминается при дворе герцога Аквитании Гильома V. Он был жив ещё в 1009 году. Долгое время с Людовиком, на основании «Анонимной истории ландграфов Тюрингии» (XV век), отождествляли Людовика Бородатого, родоначальника ландграфов Тюрингии (Людовингов), получившего титул в 1025 году от императора Конрада II. Однако сейчас эту версию большинство историков отвергают.

### Семья
Карл I был женат дважды. Первая жена (примерно с 973 года) — Агнесса (ок. 955—983), дочь графа де Мо и де Труа Роберта де Вермандуа; вторая жена (примерно с 979 года) — Аделаида (родилась в 953). Дети (неизвестно от какого брака):
- Герберга (977 — после 1018); муж: граф Лувена Ламберт I (ок. 950—1015)
- Оттон II (до 985 — до 1012), герцог Нижней Лотарингии (с 991)
- Людовик (до 989 — после 1009)
- Карл (989 — до 1012)
- Аделаида (970/975—1019); муж: граф Намюра Альберт I (умер в 1011)[4].